# Jean-Marie Balestre
Jean-Marie Balestre (9. dubna 1921, Saint-Rémy-de-Provence – 27. března 2008, Saint-Cloud) byl francouzský novinář a funkcionář v automobilovém sportu.
V letech 1979-1991 působil jako předseda Mezinárodní federace sportovních automobilů a v letech 1986-1993 vedl Mezinárodní automobilovou federaci FIA. Obě funkce pak po něm převzal Max Mosley.
V mládí se zúčastnil občanské války ve Španělsku. Po návratu studoval práva a poté působil jako novinář. Po 2. světové válce se objevilo důvodné podezření, že kolaboroval s Němci. Toto odmítl s odvodnění, že fungoval jako dvojitý agent.
V roce 1952 založil Fédération Française du Sport Automobile.